# Willinakaqe
Willinakaqe (od trzech słów w języku mapudungun: willi, oznaczającego "południe", iná – "naśladowca" i kaqe – "kaczka") – rodzaj hadrozaura należącego w zależności od przyjmowanej klasyfikacji do podrodziny Hadrosaurinae lub Saurolophinae, żyjącego w późnej kredzie (późny kampan lub wczesny mastrycht) na terenach dzisiejszej Ameryki Południowej. Gatunkiem typowym jest W. salitralensis (epitet gatunkowy pochodzi od rejonu Salitral Moreno, gdzie odkryto holotyp, paratypy i większość innych znanych skamieniałości tego dinozaura), którego holotypem jest prawa kość przedszczękowa oznaczona MPCA–Pv SM 8; jednym z jego paratypów jest niekompletny szkielet MPCA–Pv SM 2 z zachowanymi kręgami grzbietowymi, krzyżowymi i ogonowymi, żebrami oraz kośćmi miednicy i kończyn tylnych. Oprócz tego przedstawicielom gatunku W. salitralensis przypisano też szereg innych skamieniałości, w tym szczękę, żuchwę, zęby, kręgi szyjne i kości ramienne. Wszystkie przypisywane temu dinozaurowi skamieniałości odkryto w osadach formacji Allen na obszarze argentyńskich prowincji Río Negro i La Pampa. Znane kości Willinakaqe należą do osobników w różnym wieku, mających od metra do 9 metrów długości ciała; u największych osobników nastąpiło już całkowite zasklepienie szwów między trzonem kręgu a łukiem kręgu, co sugeruje, że osobniki te były dojrzałe.
Według autorów opisu W. salitralensis gatunek ten charakteryzuje współwystępowanie szeregu charakterystycznych cech budowy szkieletu, w tym m.in. kości przedszczękowej z długą i wypukłą powierzchnią rostrolateralną (przednio–boczną) przed wgłębieniem w kości prowadzącym do nozdrza, tj. narial fossa (cecha ta jest autapomorfią W. salitralensis); wspomnianego wgłębienia będącego płytkim, z otworem w przypadającej na nie części kości przedszczękowej (obecność tego otworu jest synapomorfią Saurolophinae); kręgów grzbietowych z płytkim zagłębieniem na powierzchni bocznej łuku kręgu, u podstawy wyrostka poprzecznego (autapomorfia); występowania u dorosłych osobników ośmiu kręgów krzyżowych (mniej niż u innych hadrozaurów), z których pierwszy ma wentralny (dolny) grzebień kostny (ang. ventral keel); wysokich wyrostków kolczystych na kręgach krzyżowych i przednich kręgach ogonowych (ponad trzykrotnie wyższych od trzonu kręgu);  prostej dorsalnej (górnej) krawędzi proksymalnej (bliższej osi ciała) części łopatki;  odgiętej wentralnie (ku dołowi) dystalnej (dalszej od osi ciała) części wyrostka zapanewkowego kości biodrowej (autapomorfia); oraz bruzdy międzykłykciowej na głowie kości udowej (ang. cranial intercondylar groove), która – inaczej niż u Secernosaurus koerneri – nie jest całkowicie zamknięta przez wyrostki sąsiadujących z nią kłykci.
Pierwotnie (jedynie w oparciu o badania okazu MPCA–Pv SM 2) sugerowano możliwą przynależność Willinakaqe do podrodziny Lambeosaurinae. Jednak z analiz kladystycznych przeprowadzonych przez Prieto–Márqueza i Salinasa (2010) oraz Prieto–Márqueza (2010) wynika przynależność tego hadrozaura do podrodziny Hadrosaurinae/Saurolophinae; według tych analiz W. salitralensis był taksonem siostrzanym do innego południowoamerykańskiego przedstawiciela tej podrodziny, Secernosaurus koerneri.
Niekompletny szkielet oznaczony MPHN-Pv 01, uznany przez autorów opisu W. salitralensis za należący do przedstawiciela tego gatunku został ustanowiony przez Corię, González Rigę i Casadío (2012) holotypem odrębnego gatunku Lapampasaurus cholinoi.
Cruzado-Caballero i Coria (2016) dokonali rewizji przypisanego W. salitralensis materiału kopalnego. W ocenie autorów paratyp MPCA–Pv SM 2 może w rzeczywistości reprezentować odrębny od W. salitralensis takson hadrozaura; poza tym jedno z przypisanych W. salitralensis żeber oraz jeden z kręgów ogonowych w rzeczywistości są kośćmi zauropodów. Nie ma też pewności, czy wszystkie pozostałe skamieniałości przypisywane W. salitralensis należą do zwierząt z tego samego gatunku. Według Cruzado-Caballero i Corii przypisywane W. salitralensis kości zębowe, kości ramienne i kości śródstopia należą do hadrozaurów reprezentujących dwa morfotypy, przy czym jeden cechował się smuklejszą, a drugi – masywniejszą budową ciała. Autorzy skrytykowali też przedstawioną przez autorów opisu W. salitralensis diagnozę tego gatunku, wskazując, że niektóre ze wskazanych cech diagnostycznych tego gatunku występują wyłącznie u okazu MPCA–Pv SM 2, zaś inne są cechami występującymi również u przedstawicieli innych gatunków hadrozaurów. Sam okaz holotypowy W. salitralensis jest według autorów nie tylko niekompletny, ale najprawdopodobniej jest kością osobnika niedojrzałego; nie jest pewne, jakim zmianom podlegała kość przedszczękowa W. salitralensis w toku dorastania zwierzęcia, co utrudnia określanie diagnostycznych cech gatunku na podstawie tej kości.
Cruzado-Caballero i Powell (2017) ustanowili okaz MPCA-Pv SM2 holotypem odrębnego gatunku Bonapartesaurus rionegrensis.